# ニェゴシュ・ペトロヴィッチ
ニェゴシュ・ペトロヴィッチ（セルビア語: Његош Петровић, Njegoš Petrović、1999年7月18日 - ）は、セルビア・クルパニ出身のサッカー選手。FKヴォイヴォディナ・ノヴィ・サド所属。ポジションはミッドフィールダー。

## クラブ歴

### ラド
クルパニに生まれ、地元のFKラジェヴァツでサッカーを始めた。後にFKラド・ベオグラードに移り、2014年に育成契約を締結。2015-16シーズンにはトップチームのメンバーとして登録されたが、トップチームに合流したのは2016年夏で、この時に4年契約を締結した。2016年8月10日にセルビア・スーペルリーガ初出場。10月22日の第13節では初スターティングメンバーとなった。

### レッドスター・ベオグラード
2019年夏に4年契約でレッドスター・ベオグラードに移籍。移籍金は40万ユーロ。レッドスター・ベオグラードのスポーツディレクター、ミタル・ムルケラは彼について「セルビア国内リーグではあのポジションで最も優れた選手だ」と述べた。8月9日に移籍後初出場。

### グラナダ
2022年1月29日、グラナダCFと4年半契約を結んだことが発表された。
2024年1月15日、FKヴォイヴォディナ・ノヴィ・サドへのレンタル移籍が決定した。

## 代表歴
U-16年代から代表に招集されている。2014年から2016年にかけてはU-17代表で出場した。2016年8月にはステヴァン・ヴィロティッチ チェレ杯の開幕戦アメリカ合衆国代表戦でU-19代表初出場。しかし同年11月14日のスウェーデン代表戦で前十字靭帯を負傷した。

## タイトル
グラナダ
- セグンダ・ディビシオン : 1回 (2022-23)